# Microcharon oubrahimae
Microcharon oubrahimae är en kräftdjursart som beskrevs av Boughrous, Boulanouar, Yacoubi och Nicole Coineau 2007. Microcharon oubrahimae ingår i släktet Microcharon och familjen Microparasellidae. Inga underarter finns listade i Catalogue of Life.